# Wiesław Sieradzan
Wiesław Mieczysław Sieradzan (ur. 1 stycznia 1957 w Krośniewicach) – polski historyk, specjalizujący się w historii średniowiecza,historii regionalnej,  historii nauki i kartografii.

## Życiorys
Studia historyczne na specjalności nauczycielskiej odbył w Uniwersytecie Mikołaja Kopernika w Toruniu. Ukończył je w 1982 roku, pod opieką prof. dr Tadeusza Grudzińskiego. Przez trzy miesiące pracował jako nauczyciel w szkole podstawowej w Dobrzejewicach. W 1983 roku został zatrudniony na Wydziale Humanistycznym UMK. W 1991 roku uzyskał stopień doktora nauk humanistycznych w zakresie historii. Tematem jego rozprawy była Świadomość historyczna świadków w procesach polsko-krzyżackich w XIV-XV w, a promotorem prof. dr hab. Antoni Czacharowski. Stopień doktora habilitowanego uzyskał na UMK w 2000 roku, na podstawie rozprawy Sąsiedztwo mazowiecko-krzyżackie w okresie przemian politycznych w Europie Środkowo-Wschodniej w latach 1411-1466. W latach 2000–2008 zastępca dyrektora Instytutu Historii i Archiwistyki UMK.W latach 2008–2016  pełnił funkcję prodziekana Wydziału Nauk Historycznych UMK. W 2010 roku objął stanowisko kierownika Zakładu Historii Nauki. Tytuł profesora otrzymał w 2011 roku. Od 2015 r. jest profesorem zwyczajnym. Prowadził badania naukowe i występował z referatami w Niemczech, Wielkiej Brytanii, Austrii, Włoszech i na Węgrzech. Odznaczony Złotym Medalem za Długoletnią Służbę i Medalem Komisji Edukacji Narodowej. 
- Członek Polskiego Towarzystwa Historycznego (wiceprezes Oddziału w Grudziądzu)
- Członek Kujawsko-Pomorskiego Towarzystwa Genealogicznego
- Członek Zrzeszenia Kaszubsko-Pomorskiego Oddział w Toruniu
- Członek Towarzystwa Naukowego w Toruniu
- Redaktor naczelny Rocznika Grudziądzkiego (tomy: XVI-XXXI)
- Wiceprzewodniczący Rady Muzeum im. ks. dr Wł. Łęgi w Grudziądzu
- Przewodniczący Kolegium Redakcyjnego serii wydawniczej Homines et historia
- Redaktor serii wydawniczej "Graudentum"
- Współredaktor serii wydawniczej "Wojsko w przestrzeni miast"
- Członek korespondencyjny Die Historische Kommission für ost- und westpreußische Landesforschung
- Członek Stowarzyszenia Byłych Stypendystów DAAD w Polsce

## Wybrane publikacje
- Świadomość historyczna świadków w procesach polsko-krzyżackich w XIV-XV wieku (1993, ISBN 83-231-0437-9)
- Łacina średniowieczna: wybór tekstów wraz z wiadomościami o gramatyce, słownikach i wydawnictwach źródłowych (1995, współautor, ISBN 83-231-0705-X)
- Atlas historyczny miast polskich. Prusy Królewskie i Warmia; z. 4. Grudziądz (1997, opracowanie historyczne, ISBN 83-231-0824-2
- Sąsiedztwo mazowiecko-krzyżackie w okresie przemian politycznych w Europie Środkowo-Wschodniej w latach 1411-1466 (1999, ISBN 83-231-1138-3)
- Atlas historyczny miast polskich. Prusy Królewskie i Warmia; z. 5. Malbork (2002, opracowanie historyczne i kartograficzne, ISBN 83-231-1537-0)
- Misja Benedykta Makraia w latach 1412-1413. Z dziejów pokojowych metod rozwiązywania konfliktów międzypaństwowych w Europie Środkowo-Wschodniej w późnym średniowieczu (2009, ISBN 978-83-60518-26-7)
- Bernhard Schmid (1872-1947): księgozbiór prywatny ostatniego niemieckiego konserwatora zamku w Malborku: próba rekonstrukcji (2011, ISBN 978-83-60518-46-5)
- Arguments and Counter-Arguments. The Political Thought of the 14th-and 15th Centuries during the Polish-Teutonic Order Trials and Disputes,  (redakcja, Toruń 2012, ISBN 978-83-231-2925-7)
- Atlas historyczny miast polskich. Mazury.; z. 2. Ostróda (2015), opracowanie historyczne i kartograficzne).
- Verlorenes Kulturerbe? Leben und Werk des Konservators von Westpreußen Bernhard Schmid (1872–1947), Toruń 2019
- Z kaszubskich Konarzynek do Hamburga-Altony. Życie i twórczość Józefa Tyborskiego (Joseph Tibor, 1877–1922), (wspólnie z Piotrem Bireckim, Toruń 2022, ISBN 978-83-231-4834-0).